# تقانة المعلومات

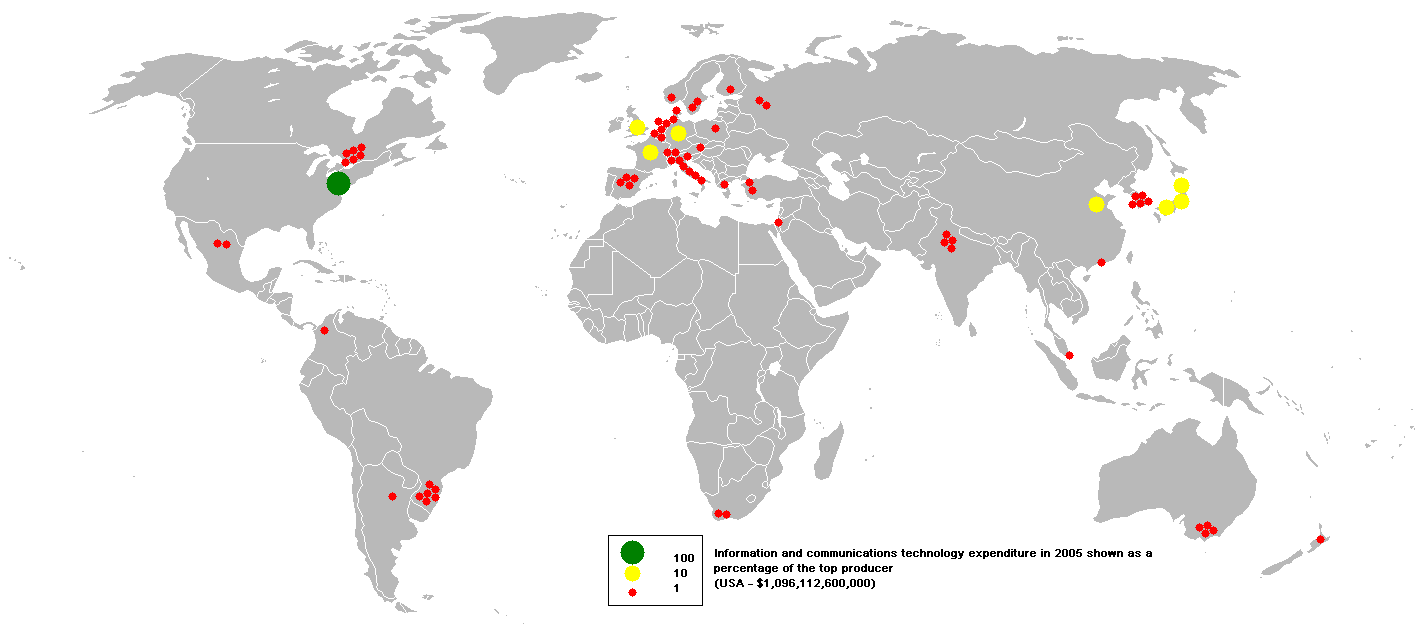
الإنفاق على المعلومات وتقنية الاتّصال في سنة 2005.

تقانة المعلومات أو تكنولوجيا المعلومات (بالإنجليزية: information technology) وتختصر إلى (IT) وحسب تعريف مجموعة تقنية المعلومات الأمريكية ITAA، هي «دراسة، وتصميم، وتطوير، وتفعيل أو تسيير أنظمة المعلومات التي تعتمد على الحواسيب، وبشكل خاص تطبيقات وبنية عتاد الحاسوب»، تهتم تقنية المعلومات باستخدام الحواسيب والتطبيقات البرمجية لتحويل، وتخزين، وحماية، ومعالجة، وإرسال، والاسترجاع الآمن للمعلومات.
وتقنية المعلومات هي مجال شامل يركز على تطبيق التقنيات في معالجة وإدارة المعلومات، ويشمل ذلك خصوصًا المجالات ذات الصلة بالمنظمات الكبيرة. تتعامل تقنية المعلومات بشكل رئيسي مع الحواسيب الإلكترونية وبرمجيات الحاسوب لتحويل وتخزين وحماية ومعالجة المعلومات، بالإضافة إلى نقل واستعادة المعلومات. ونتيجة لهذا، يُطلق على أخصائيين في هذا المجال اسم "أخصائيو تقنية المعلومات". يُعرف القسم الذي يركز على تقنيات الشبكات والبرمجيات في إطار مؤسسي معين بمصطلح "قسم تقنية المعلومات المعلومات. من الأسماء التي تطلق على هذا القسم أيضا. أسماء مثل:
- قسم نظم المعلومات تختصر بـ (IS)
- أو نظم المعلومات الإدارية تختصر بـ (MIS)،
- وتعتبر تكنولوجيا المعلومات مجموعة فرعية من معايير تكنولوجيا المعلومات والاتصالات أو تكنولوجيا المعلومات والاتصالات مثل «إي إف جي أي سي تي IFGICT» و«أي تي أي إل ITIL» و«أي تي إم أس ITMS».

في عام 2012 اقترح العالم زوبو التسلسل الهرمي لتكنولوجيا المعلومات والاتصالات حيث يحتوي كل مستوى هرمي «على درجة معينة من القواسم المشتركة من حيث أنها ترتبط بالتكنولوجيات التي تسهل نقل المعلومات وأنواع مختلفة من الاتصالات بواسطة الإلكترونيات».
ويستخدم المصطلح عادة كمرادف لأجهزة الحاسوب والشبكات الحاسوبية، ولكنه يشمل أيضا تكنولوجيات أخرى لتوزيع المعلومات مثل التلفزيون والهاتف. ترتبط العديد من الصناعات بتكنولوجيا المعلومات، بما في ذلك أجهزة الحواسيب والبرمجيات والإلكترونيات وأشباه الموصلات والإنترنت ومعدات الاتصالات والتجارة الإلكترونية. وتزداد تطبيقات تقانة المعلومات في هذا القرن ازديدا كبيرا فهي تطبق في الإدارات الحكومية واتصالاتها المختلفة بالجمهور وتأدية خدماتها، وفي القطاعات الصناعية والانتاجية والتخطيط بل أيضا في قطاع الزراعة، والتعليم، والاتصالات، والإحصاء، والصحة، والطب، والجمارك، والتجارة، والتصدير والاستيراد، وكذلك كما نعرف تواصل الجمهور والتواصل الاجتماعي. وتعد أكبر الشركات العالمية مثل ماكروسوفت، وفيسبوك، وتويتر، وجوجل، وأمازون، وعلى بابا كلها في صدارة اقتصادات العالم.

## تاريخ تقانة المعلومات

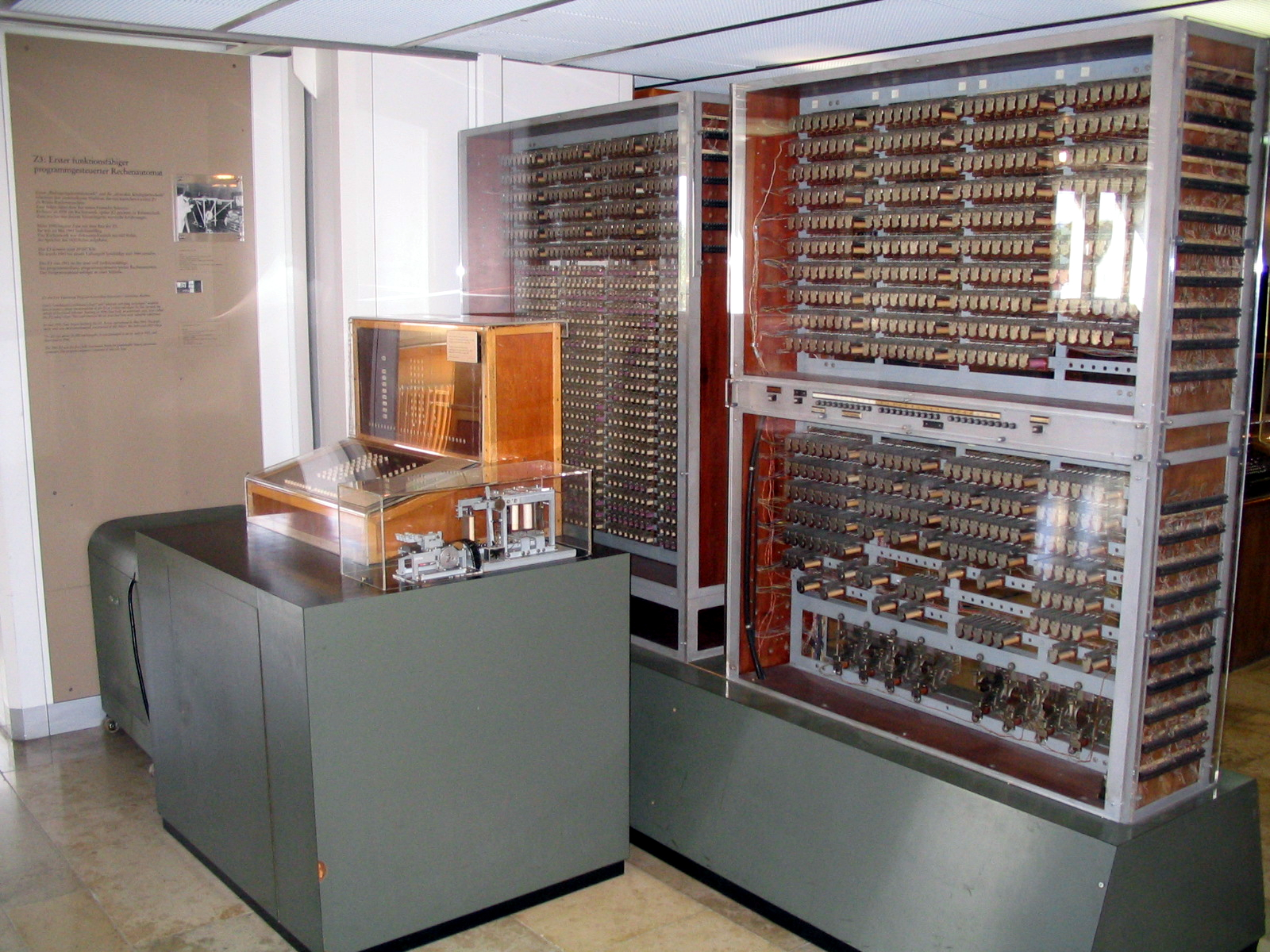
الحاسوب زوسه Z3، في المتحف الألماني، ميونيخ. زوسه Z3 هو أول كمبيوتر مبرمج.

استخدم الإنسان الأجهزة والأدوات في العمليات الحسابية منذ ألاف السنين، وربما كانت البداية عندما استخدم العصا في عمليات العد والإحصاء. تعتبر آلة أنتيكيثيرا أولى الآلات التي استخدمها البشر حيث يعود تاريخها إلى حوالي بداية القرن الأول قبل الميلاد، وتعتبر أولى الكمبيوترات التماثلية الميكانيكية المعروفة في ذلك الوقت. لم تظهر الأجهزة التماثلية الموجهة في أوروبا حتى القرن السادس عشر، وفي عام 1645 وظهرت أول آلة حاسبة قادرة على تنفيذ العمليات الحسابية الأربع الأساسية.
الحاسوب الإلكتروني باستخدام إما التبديلات أو الصمامات، بدأت تظهر في أوائل 1940. الجهاز الكهروميكانيكي زوس Z3، الذي أنجز في عام 1941، كان أول حاسوب مبرمج في العالم، وبالمعايير الحديثة يعتبر واحدة من الآلات الأولى التي يمكن اعتبارها من آلات الحوسبة الكاملة.
كولوسس طُوِّر خلال الحرب العالمية الثانية لفك تشفير الرسائل الألمانية وكان أول جهاز حاسوب إلكتروني، وعلى الرغم من أنه كان قابلا للبرمجة، فإنه لم يكن للأغراض العامة، وكان مصمم ليؤدي مهمة واحدة فقط، كما أنها تفتقر إلى القدرة على تخزين برنامجها في الذاكرة، كانت البرمجة تُنفذ باستخدام المقابس والمفاتيح. وكان أول جهاز حاسوب إلكتروني رقمي مخزنا معترف به هو آلة مانشستر التجريبية صغيرة النطاق (أس أس إي إم) SSEM التي نفذت أول برنامج لها في 21 حزيران 1948.
وأتاح تطوير الترانزستورات في أواخر الأربعينيات من القرن الماضي في مختبرات بيل تصميم جيل جديد من الحواسيب مع انخفاض كبير في استهلاك الطاقة. وكان أول جهاز حاسوب مخزنا تجاريا، وهو Ferranti Mark 1، يحتوي على 4050 صماما وكان استهلاكه للطاقة 25 كيلوواط. وعلى سبيل المقارنة، استهلك الحاسوب الأول الذي طُوِّر في جامعة مانشستر والذي بدأ تشغيله في نوفمبر 1953، 150 واط فقط في صيغته النهائية.

## المعالجة الإلكترونية للبيانات

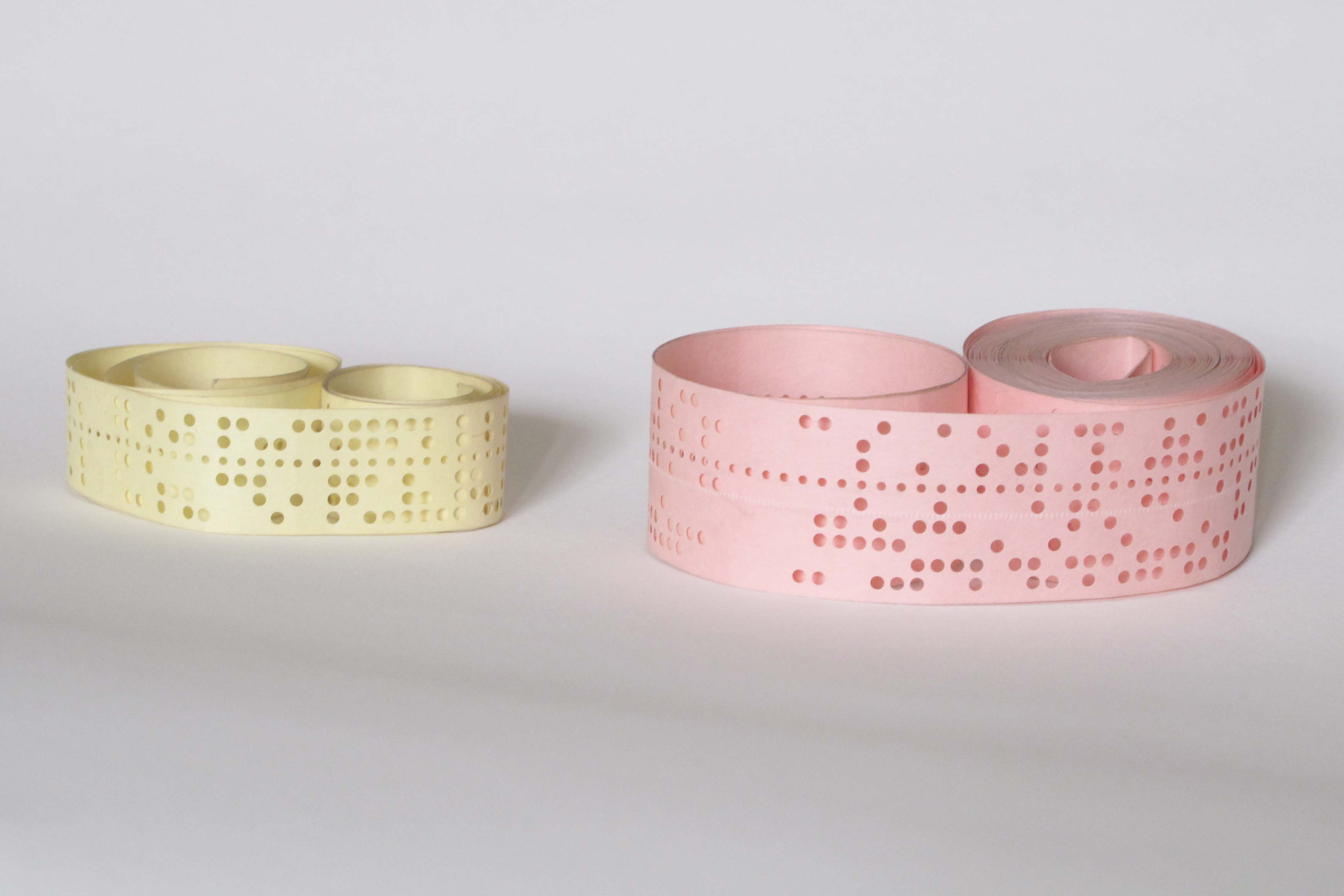
أشرطة مثقوبة تم استخدامها في أجهزة الكمبيوتر المبكرة لإدخال البيانات وبرامج الحسابات.

### تخزين البيانات
استخدمت الحواسيب الإلكترونية المبكرة مثل كولوسس شريطًا مثقوبًا، وهو شريط طويل من الورق مُثِّلَت البيانات عليه من خلال سلسلة من الثقوب، وهي تقنية عفا عليها الزمن الآن. يعود تخزين البيانات الإلكتروني، والذي يستخدم في أجهزة الحاسوب الحديثة، إلى الحرب العالمية الثانية، عندما تم تطوير شكل من أشكال خط تأخير الذاكرة لإزالة الفوضى من إشارات الرادار، وكان أول تطبيق عملي له هو خط تأخير الزئبق. أول جهاز تخزين رقمي الوصول العشوائي كان أنبوب وليامز، استنادًا إلى أنبوب شعاع الكاثود القياسي، ولكن المعلومات المخزنة فيه وذاكرة خط التأخير كانت متقلبة لأنه كان يجب تحديثها باستمرار، وبالتالي تفقد المحتوى إذا تمت إزالة الطاقة. كان الشكل الأول للتخزين غير المتقلب للحاسوب هو الأسطوانة الممغنطة، التي اُخْتُرِعَت في عام 1932 واستخدمت في Ferranti Mark 1، وهو أول حاسوب إلكتروني متعدد الأغراض متاح تجاريًا في العالم.
قدمت شركة آي بي إم أول محرك أقراص صلبة في عام 1956، باعتباره أحد مكونات نظام الكمبيوتر RAMAC 305 الخاص بها. لا تزال معظم البيانات الرقمية مخزنة مغناطيسيًا على الأقراص الصلبة، أو بصريًا على الوسائط مثل الأقراص المضغوطة (CD-ROM). حتى عام 2002، خُزِّنَت معظم المعلومات على الأجهزة التناظرية، ولكن سعة التخزين الرقمية في تلك السنة تجاوزت التناظرية لأول مرة. اعتبارًا من عام 2007، كان ما يقرب من 94٪ من البيانات المخزنة في جميع أنحاء العالم محفوظة رقميا 52٪ على الأقراص الصلبة، 28٪ على الأجهزة البصرية و11٪ على الشريط المغناطيسي الرقمي. تشير التقديرات إلى أن السعة العالمية لتخزين المعلومات على الأجهزة الإلكترونية نمت من أقل من 3 إكسبايت في عام 1986 إلى 295 إكسبايت في عام 2007، تتضاعف كل 3 سنوات تقريبًا.

### قواعد البيانات
ظهرت أنظمة إدارة قواعد البيانات (DMS) في الستينيات من القرن الماضي لمعالجة مشكلة تخزين واسترجاع كميات كبيرة من البيانات بدقة وبسرعة. كان من أوائل هذه الأنظمة نظام إدارة المعلومات (IMS)، والذي لا يزال يُنشر على نطاق واسع بعد أكثر من 50 عامًا. يقوم (IMS) بتخزين البيانات بشكل هرمي، ولكن في السبعينيات اقترح إدجار كود نموذجًا بديلًا للتخزين العلائقي يستند إلى نظرية المجموعات والمنطق الأصلي والمفاهيم المألوفة للجداول والصفوف والأعمدة. في عام 1981، أَصُدِّر أول نظام لإدارة قواعد البيانات العلائقية المتاحة تجاريا (RDBMS) من قبل أوراكل.
تتكون جميع (DMS) من مكونات، فهي تسمح بالوصول إلى البيانات التي يخزنونها في وقت واحد من قبل العديد من المستخدمين مع الحفاظ على سلامتها. جميع قواعد البيانات شائعة في نقطة واحدة وهي أن هيكل البيانات التي تحتوي عليها تُعرف وتُخزن بشكل منفصل عن البيانات نفسها، في مخطط قاعدة بيانات.
في السنوات الأخيرة، أصبحت لغة الترميز القابلة للتوسيع (XML) تنسيقًا شائعًا لتمثيل البيانات. على الرغم من أن بيانات (XML) يمكن تخزينها في أنظمة الملفات العادية، إلا أنها شائعة في قاعدة بيانات العلائقية للاستفادة من «التنفيذ القوي الذي تُحُقِّق منه بواسطة سنوات من الجهد النظري والعملي». كتطور في لغة الترميز القياسي العام (SGML)، توفر بنية (XML) المبنية على النص ميزة كونها قابلة للقراءة والآلة البشرية.

### استرجاع البيانات
قدم نموذج قاعدة البيانات العلائقية لغة استعلام مهيكل مستقلة عن لغة البرمجة (SQL)، بناءً على الجبر العلائقي.
مصطلحات «البيانات» و«المعلومات» ليست مترادفة. أي شيء يُخزن هو بيانات، لكنه يصبح مجرد معلومات عندما تُنظم وتُقدم بشكل مفيد. معظم البيانات الرقمية في العالم غير منظمة، وتُخزن في مجموعة متنوعة من التنسيقات المادية المختلفة حتى داخل منظمة واحدة. وبدأ تطوير مستودعات البيانات في الثمانينات لدمج هذه المخازن المتباينة. تحتوي عادةً على بيانات مستخرجة من مصادر مختلفة، بما في ذلك مصادر خارجية مثل الإنترنت، منظمة بطريقة تسهل أنظمة دعم القرار (DSS).

### نقل البيانات
يحتوي نقل البيانات على ثلاثة جوانب: الإرسال، الانتشار، والاستقبال. يمكن تصنيفها على نطاق واسع على أنها بث لاسلكي، حيث تُنقل المعلومات باتجاه واحد إلى المصب، أو الاتصالات السلكية واللاسلكية، مع قنوات ثنائية الاتجاه في اتجاه مجرى القناة وأسفل القناة.
اُسْتُخْدِمَت لغة XML بشكل متزايد كوسيلة لتبادل البيانات منذ أوائل العقد الأول من القرن العشرين، خاصةً بالنسبة للتفاعلات الموجهة نحو الآلة مثل المشاركين في بروتوكولات موجهة إلى الويب مثل SOAP، التي تصف "data-in-transit rather than ... data-at-rest".

### معالجة البيانات
يحدد هيلبرت ولوبيز الوتيرة المتسارعة للتغير التكنولوجي (نوع من قانون مور): قدرة الآلات الخاصة بالتطبيقات على حساب المعلومات للفرد تتضاعف تقريبًا كل 14 شهرًا بين عامي 1986 و2007؛ تضاعفت سعة الفرد من أجهزة الحاسوب للأغراض العامة في العالم كل 18 شهرًا خلال نفس العقدين؛ تضاعفت قدرة الاتصالات العالمية للفرد كل 34 شهراً؛ تتطلب سعة التخزين في العالم للفرد حوالي 40 شهرًا لمضاعفة (كل 3 سنوات)؛ وتضاعفت معلومات البث للفرد كل 12.3 عامًا.
تُخزن كميات هائلة من البيانات في جميع أنحاء العالم كل يوم، ولكن ما لم يكن من الممكن تحليلها وتقديمها بفعالية، فإنها تتواجد بشكل أساسي في ما يسمى مقابر البيانات: «أرشيفات البيانات التي نادراً ما تُزَارُ». لمعالجة هذه المسألة، ظهر مجال استخراج البيانات «عملية اكتشاف أنماط مثيرة للاهتمام ومعرفة من كميات كبيرة من البيانات» في أواخر الثمانينات.

## المنظور

### المنظور الأكاديمي
في السياق الأكاديمي، فإن رابطة مكائن الحوسبة ACM تعرف تكنولوجيا المعلومات بأنها «برامج درجة البكالوريوس التي تعد الطلاب لتلبية احتياجات تكنولوجيا الكمبيوتر من الأعمال والحكومة والرعاية الصحية والمدارس، وأنواع أخرى من المنظمات... المتخصصين أي تي IT يتحملون المسؤولية عن اختيار منتجات الأجهزة والبرمجيات المناسبة للمنظمة، ودمج تلك المنتجات مع الاحتياجات التنظيمية والبنية التحتية، وتركيب هذه التطبيقات ومخصصتها والحفاظ عليها لمستخدمي الحاسوب في المنظمة».

### منظور تجاري وعملي
غالبًا ما تُنَاقَشُ الشركات في مجال تقنية المعلومات كمجموعة باسم «قطاع التكنولوجيا» أو «صناعة التكنولوجيا». تمتلك العديد من الشركات الآن أقسام تقنية المعلومات لإدارة أجهزة الحاسوب والشبكات والمجالات التقنية الأخرى لأعمالها.
في سياق الأعمال التجارية، عرّفت جمعية تقنية المعلومات المعلومات الأمريكية تقنية المعلومات بأنها «دراسة أو تصميم أو تطوير أو تطبيق أو دعم أو إدارة أنظمة المعلومات المستندة إلى الحاسوب». مسؤوليات تلك يشمل العمل في هذا المجال إدارة الشبكات وتطوير البرامج وتثبيتها وتخطيط وإدارة دورة حياة التكنولوجيا الخاصة بالمؤسسة، والتي تتم من خلالها صيانة الأجهزة والبرامج وتحديثها واستبدالها.

### المنظور الأخلاقي
أسس عالم الرياضيات نوربرت وينر مجال أخلاقيات المعلومات في الأربعينيات من القرن الماضي. بعض القضايا الأخلاقية المرتبطة باستخدام تقنية المعلومات تشمل:
- انتهاكات حقوق الطبع والنشر من قبل أولئك الذين يقومون بتنزيل الملفات المخزنة دون إذن من أصحاب حقوق الطبع والنشر.
- أرباب العمل الذين يراقبون رسائل البريد الإلكتروني لموظفيهم واستخدامات الإنترنت الأخرى.
- رسائل البريد الإلكتروني غير المرغوب فيها.
- قراصنة الوصول إلى قواعد البيانات على الإنترنت.
- تقوم مواقع الويب بتثبيت ملفات تعريف الارتباط أو برامج التجسس لمراقبة أنشطة المستخدم عبر الإنترنت.

## مواضيع في تقانة المعلومات
| - تدقيق تقنية المعلومات - التدقيق الأمني للحاسوب - محطة أرضية - حوسبة - علوم الحاسوب - المعلوماتية الحيوية - علوم المعلومات - أمن المعلومات - الشبكة العالمية - حوكمة تقنية المعلومات - التيليماتية | - إدارة البيانات - معالجة البيانات - استخراج البيانات - التنقيب في البيانات - نقل البيانات - إدارة أداء تقنية المعلومات - تخزين البيانات - قواعد البيانات - تشبيك البيانات - تقييم التكنولوجيا - مكتبة البنية التحتية لتقنية المعلومات |